# Danylo Kalenitschenko
Danylo  Serhijowytsch Kalenitschenko (ukrainisch Данило Сергійович Каленіченко, englisch Danylo Serhiyovich Kalenichenko; * 2. Februar 1994 in Kiew) ist ein ukrainischer Tennisspieler.

## Karriere
Kalenitschenko war nicht erfolgreich auf der ITF Junior Tour, wo er 2012 Platz 500 erreichen konnte.
Ab 2013 spielte er auf der ITF Future Tour bei den Profis. 2016 konnte er dort erstmals erfolgreich sein, als er im Einzel seinen ersten Einzel-Titel gewann und das Jahr erstmals in den Top 600 der Tennisweltrangliste abschließen konnte. Im selben Jahr gab er sein Debüt für die ukrainische Davis-Cup-Mannschaft in der Partie gegen Japan. Im unbedeutenden fünften Match unterlag er dort Yoshihito Nishioka in zwei Sätzen. 2017, 2019 und 2020 kam jeweils ein weiterer Einzeltitel dazu. Auf der ATP Challenger Tour, bei der er erstmals 2015 in Bratislava im Hauptfeld stand, schaffte er bislang einmal – 2019 in Banja Luka – zwei Matches in Folge zu gewinnen. Anfang 2020 stand er mit Rang 439 auf seinem Karrierehoch. Im Doppel war er etwas erfolgreicher. Bis Ende 2021 gewann er 19 Doppeltitel bei Futures, sein erfolgreichstes Jahr war dabei 2016, als er 6 Titel gewann. Seine beste Platzierung datiert dabei auf den Oktober 2018 mit Rang 378. Aktuell versucht sich der Ukrainer häufiger für Challengers zu qualifizieren und bekommt dadurch weniger Punkte durch Futures. Zudem tritt er seltener im Doppel an, wodurch er dort aus den Top 700 gefallen ist.
Kalenitschenko wurde im September 2022 von der ITIA vorläufig gesperrt. Wegen einem positiven Test auf das anabole Steroid Ligandrol (LGD-4033) wurde er schließlich zu einer Sperre von 3,5 Jahren verurteilt, die im Mai 2025 endet.